# Hypleurochilus fissicornis
Hypleurochilus fissicornis és una espècie de peix de la família dels blènnids i de l'ordre dels perciformes.

## Morfologia
- Els mascles poden assolir 8,7 cm de longitud total.[1][2]

## Reproducció
És ovípar.

## Hàbitat
És un peix marí de clima tropical que viu entre 0-5 m de fondària.

## Distribució geogràfica
Es troba al sud-oest de l'Atlàntic (des de Paraíba -Brasil- fins a l'Uruguai) i el nord-est de l'Atlàntic (Illes Açores).